# ظهر ةالدرع (القفر)

تعديل مصدري - تعديل

ظهر ةالدرع محلة تابعة لقرية الرزع، التابعة لعزلة حمير بمديرية القفر إحدى مديريات محافظة إب في الجمهورية اليمنية، بلغ تعداد سكانها 25 حسب تعداد اليمن لعام 2004.